# Turn- und Sportverein Havelse 1912 2012-2013
Questa voce raccoglie le informazioni riguardanti il Turn- und Sportverein Havelse 1912 nelle competizioni ufficiali della stagione 2012-2013.

## Stagione
Nella stagione 2012-2013 l'Havelse, allenato da André Breitenreiter, concluse il campionato di Regionalliga nord al 2º posto. In Coppa di Germania l'Havelse fu eliminato al secondo turno dal Bochum.

## Rosa
| N. |                     | Ruolo | Calciatore        |
| -- | ------------------- | ----- | ----------------- |
| 1  | Germania (bandiera) | P     | Alexander Meyer   |
| 4  | Germania (bandiera) | D     | Tobias Holm       |
| 5  | Germania (bandiera) | D     | Tim Wendel        |
| 6  | Germania (bandiera) | C     | Tom Merkens       |
| 7  | Germania (bandiera) | C     | Deniz Cicek       |
| 8  | Germania (bandiera) | A     | Saliou Sané       |
| 9  | Germania (bandiera) | A     | Ahmet Kaya        |
| 10 | Germania (bandiera) | C     | Maurice Maletzki  |
| 11 | Germania (bandiera) | D     | Marco Hansmann    |
| 12 | Germania (bandiera) | P     | Marcel Engelhardt |
| 13 | Germania (bandiera) | C     | Dag Rüdiger       |
| 14 | Germania (bandiera) | C     | Björn Masur       |

| N. |                     | Ruolo | Calciatore           |
| -- | ------------------- | ----- | -------------------- |
| 15 | Germania (bandiera) | A     | Christoph Beismann   |
| 16 | Germania (bandiera) | C     | Daniel Hintzke       |
| 17 | Germania (bandiera) | C     | Torben Deppe         |
| 18 | Turchia (bandiera)  | C     | Deniz Tayar          |
| 19 | Germania (bandiera) | C     | Marc Vucinovic       |
| 20 | Germania (bandiera) | D     | Matthias Braczkowski |
| 21 | Germania (bandiera) | D     | Daniel Degner        |
| 22 | Germania (bandiera) | P     | Markus Straten-Wolf  |
| 23 | Germania (bandiera) | D     | Florian Bertalan     |
| 25 | Germania (bandiera) | C     | Patrick Posipal      |
| 27 | Germania (bandiera) | C     | Ilias Papadopoulos   |
| 33 | Turchia (bandiera)  | P     | Ufuk Büyükbuluter    |

## Organigramma societario
Area tecnica
- Allenatore: André Breitenreiter
- Allenatore in seconda: Volkan Bulut
- Preparatore dei portieri: Oliver Lassoff
- Preparatori atletici:
- Analisi video:

## Calciomercato

### Sessione estiva
| Acquisti | Acquisti             | Acquisti       | Acquisti |
| R.       | Nome                 | da             | Modalità |
| -------- | -------------------- | -------------- | -------- |
| D        | Matthias Braczkowski | SC Langenhagen |          |
| C        | Torben Deppe         | SC Langenhagen |          |
| C        | Tom Merkens          | Hannover 96 II |          |
| P        | Alexander Meyer      | Amburgo II     |          |
| A        | Saliou Sané          | Hannover 96 II |          |
| C        | Deniz Tayar          | Hildesheim     |          |
| D        | Tim Wendel           | Hannover 96    |          |

| Cessioni | Cessioni        | Cessioni          | Cessioni |
| R.       | Nome            | a                 | Modalità |
| -------- | --------------- | ----------------- | -------- |
| C        | Aykutalp Beser  | OSV Hannover      |          |
| A        | Björn Kastner   | TSV Altenholz     |          |
| P        | Fabian Lucassen | Victoria Amburgo  |          |
| C        | Ali Moslehe     | Magdeburgo        |          |
| D        | Niklas Tasky    | Kaiserslautern II |          |

### Sessione invernale
| Acquisti | Acquisti          | Acquisti | Acquisti |
| R.       | Nome              | da       | Modalità |
| -------- | ----------------- | -------- | -------- |
| P        | Marcel Engelhardt | Lubecca  |          |

| Cessioni | Cessioni | Cessioni | Cessioni |
| R.       | Nome     | a        | Modalità |
| -------- | -------- | -------- | -------- |

## Risultati

### Regionalliga

#### Girone di andata
| Wolfsburg 4 agosto 2012, ore 14:00 CEST 1ª giornata | Wolfsburg II | 0 – 0 referto | Havelse | VfL-Stadion am Elsterweg (254 spett.)\| Arbitro: \| Bohmann \| |
| Arbitro:                                            | Bohmann      |               |         |                                                                |

| Arbitro: | Neitzel-Petersen |

|           |           |                          |
| Deppe 90’ | Marcatori | 73’ Golombek 88’ Moslehe |

| Arbitro: | Wenzel |

|            |           |          |
| Merkens 2’ | Marcatori | 37’ Aust |

| Arbitro: | Hussein |

|            |           |                   |
| Hintzke 4’ | Marcatori | 67’ Gerdes-Wurpts |

| Arbitro: | von Glischinski |

|           |           |  |
| Laabs 55’ | Marcatori |  |

| Arbitro: | Müller |

|                                  |           |  |
| Vucinovic 27’ (rig.) Merkens 90’ | Marcatori |  |

| Arbitro: | Paltchikov |

|  |           |                                  |
|  | Marcatori | 14’ Merkens 72’ (rig.) Vucinovic |

| Arbitro: | Hass |

|                                 |           |  |
| Deppe 5’ Sané 23’, 65’ Kaya 68’ | Marcatori |  |

| Arbitro: | Skorczyk |

|  |           |              |
|  | Marcatori | 27’ Beismann |

| Arbitro: | Yilmaz |

|                                          |           |                |
| Vucinovic 61’ (rig.) Beismann 83’ (rig.) | Marcatori | 10’ Kobylański |

| Arbitro: | Lohmeyer |

|                                          |           |           |
| Vucinovic 36’, 83’ Sané 88’ Maletzki 90’ | Marcatori | 5’ Lübcke |

| Arbitro: | Martin |

|             |           |                           |
| Wangler 14’ | Marcatori | 22’ Maletzki 31’ Beismann |

| Arbitro: | Listner |

|           |           |              |
| Halke 66’ | Marcatori | 67’ Hansmann |

| Wilhelmshaven 4 novembre 2012, ore 15:00 CET 14ª giornata | Wilhelmshaven | 0 – 0 referto | Havelse | Jadestadion (328 spett.)\| Arbitro: \| Hussein \| |
| Arbitro:                                                  | Hussein       |               |         |                                                   |

| Arbitro: | Lüddecke |

|                                        |           |             |
| Hansmann 24’ Beismann 29’ Maletzki 68’ | Marcatori | 89’ Banecki |

| Arbitro: | Riehl |

|                          |           |               |
| Brückner 31’ Kulikas 58’ | Marcatori | 50’ Vucinovic |

| Arbitro: | von Glischinski |

|                               |           |            |
| Sané 32’ Vucinovic 62’ (rig.) | Marcatori | 90’ Zekiri |

#### Girone di ritorno
| Arbitro: | Neitzel-Petersen |

|                      |           |  |
| Vucinovic 89’ (rig.) | Marcatori |  |

| Arbitro: | Bokop |

|            |           |                                                    |
| Eilers 20’ | Marcatori | 15’, 55’ Sané 28’ Maletzki 51’ Deppe 58’ Vucinovic |

| Arbitro: | Aarnink |

|                              |           |          |
| von Walsleben-Schied 9’, 42’ | Marcatori | 10’ Sané |

| Arbitro: | Eichhorst |

|  |           |                                        |
|  | Marcatori | 8’ Vucinovic 12’ Beismann 60’ Hansmann |

| Arbitro: | Dornieden |

|               |           |                   |
| Vucinovic 25’ | Marcatori | 31’ (rig.) Zengin |

| Arbitro: | Hübner |

|                        |           |           |
| Kelbel 9’ Graudenz 62’ | Marcatori | 43’ Tayar |

| Arbitro: | Martin |

|                                                                                |           |  |
| Vucinovic 11’ Beismann 13’, 62’ Hansmann 19’ Merkens 21’ Sané 24’ Maletzki 43’ | Marcatori |  |

| Arbitro: | Bramlage |

|                         |           |                                             |
| Webessie 10’ Böhnke 85’ | Marcatori | 27’ (rig.) Beismann 75’ Posipal 90’ Hintzke |

| Arbitro: | Schult |

|               |           |  |
| Vucinovic 37’ | Marcatori |  |

| Arbitro: | Yilmaz |

|  |           |                   |
|  | Marcatori | 30’, 79’ Beismann |

| Arbitro: | Krohn |

|                    |           |               |
| Ružić 78’ Rave 85’ | Marcatori | 18’ Vucinovic |

| Arbitro: | Lüddecke |

|                                      |           |  |
| Tayar 32’ Maletzki 68’ Sané 78’, 88’ | Marcatori |  |

| Arbitro: | Paltchikov |

|                       |           |  |
| Posipal 25’ Tayar 27’ | Marcatori |  |

| Arbitro: | Riehl |

|                      |           |  |
| Hintzke 72’ Sané 88’ | Marcatori |  |

| Arbitro: | Dornieden |

|  |           |                             |
|  | Marcatori | 26’ Sané 40’, 48’ Vucinovic |

| Garbsen 12 maggio 2013, ore 14:00 CEST 33ª giornata | Havelse | 0 – 0 referto | St. Pauli II | Wilhelm-Langrehr-Stadion (1 051 spett.)\| Arbitro: \| Wenzel \| |
| Arbitro:                                            | Wenzel  |               |              |                                                                 |

| 25 maggio 2013, ore CEST 34ª giornata | Lubecca | – annullata | Havelse |  |

### Coppa di Germania
| Arbitro: | Kempter |

|                                        |           |                    |
| Beismann 13’ Posipal 59’ Vucinovic 97’ | Marcatori | 7’ Esswein 80’ Mak |

| Arbitro: | Bandurski |

|             |           |                                        |
| Posipal 18’ | Marcatori | 31’ Iashvili 73’ Rzatkowski 90’ Ortega |

## Statistiche

### Statistiche di squadra
| Competizione      | Punti | In casa | In casa | In casa | In casa | In casa | In casa | In trasferta | In trasferta | In trasferta | In trasferta | In trasferta | In trasferta | Totale | Totale | Totale | Totale | Totale | Totale | DR  |
| Competizione      | Punti | G       | V       | N       | P       | Gf      | Gs      | G            | V            | N            | P            | Gf           | Gs           | G      | V      | N      | P      | Gf     | Gs     | DR  |
| ----------------- | ----- | ------- | ------- | ------- | ------- | ------- | ------- | ------------ | ------------ | ------------ | ------------ | ------------ | ------------ | ------ | ------ | ------ | ------ | ------ | ------ | --- |
| Regionalliga nord | 63    | 15      | 11      | 3       | 1       | 35      | 7       | 15           | 8            | 3            | 4            | 26           | 13           | 30     | 19     | 6      | 5      | 61     | 20     | +41 |
| Coppa di Germania | -     | 2       | 1       | 0       | 1       | 4       | 5       | 0            | 0            | 0            | 0            | 0            | 0            | 2      | 1      | 0      | 1      | 4      | 5      | -1  |
| Totale            | 63    | 17      | 12      | 3       | 2       | 39      | 12      | 15           | 8            | 3            | 4            | 26           | 13           | 32     | 20     | 6      | 6      | 65     | 25     | +40 |

### Andamento in campionato
| Giornata  | 1 | 2  | 3  | 4  | 5  | 6 | 7 | 8 | 9 | 10 | 11 | 12 | 13 | 14 | 15 | 16 | 17 | 18 | 19 | 20 | 21 | 22 | 23 | 24 | 25 | 26 | 27 | 28 | 29 | 30 | 31 | 32 | 33 | 34 |
| --------- | - | -- | -- | -- | -- | - | - | - | - | -- | -- | -- | -- | -- | -- | -- | -- | -- | -- | -- | -- | -- | -- | -- | -- | -- | -- | -- | -- | -- | -- | -- | -- | -- |
| Luogo     | T | C  | C  | C  | T  | C | T | C | T | C  | C  | T  | T  | T  | C  | T  | C  | C  | T  | T  | T  | C  | T  | C  | T  | C  | T  | T  | C  | C  | C  | T  | C  | T  |
| Risultato | N | P  | N  | N  |    | V | V | V | V | V  | V  | V  | N  | N  | V  | P  |    | V  | V  | P  | V  |    | P  | V  | V  | V  | V  | P  | V  | V  | V  | V  | N  |    |
| Posizione | 9 | 10 | 10 | 10 | 12 | 9 | 7 | 6 | 5 | 1  | 1  | 1  | 2  | 3  | 2  | 3  | 3  | 3  | 3  | 3  | 2  | 3  | 4  | 3  | 2  | 2  | 2  | 2  | 2  | 2  | 2  | 2  | 2  | 2  |

Legenda:

Luogo: C = Casa; T = Trasferta. Risultato: V = Vittoria; N = Pareggio; P = Sconfitta.

### Statistiche dei giocatori
| Giocatore       | Regionalliga nord | Regionalliga nord | Regionalliga nord | Regionalliga nord | Coppa di Germania | Coppa di Germania | Coppa di Germania | Coppa di Germania | Totale   | Totale | Totale      | Totale     |
| Giocatore       | Presenze          | Reti              | Ammonizioni       | Espulsioni        | Presenze          | Reti              | Ammonizioni       | Espulsioni        | Presenze | Reti   | Ammonizioni | Espulsioni |
| --------------- | ----------------- | ----------------- | ----------------- | ----------------- | ----------------- | ----------------- | ----------------- | ----------------- | -------- | ------ | ----------- | ---------- |
| C. Beismann     | 29                | 10                | 0                 | 0                 | 2                 | 1                 | 0                 | 0                 | 31       | 11     | 0           | 0          |
| F. Bertalan     | 12                | 0                 | 1                 | 0                 | 0                 | 0                 | 0                 | 0                 | 12       | 0      | 1           | 0          |
| M. Braczkowski  | 14                | 0                 | 2                 | 0                 | 0                 | 0                 | 0                 | 0                 | 14       | 0      | 2           | 0          |
| U. Büyükbuluter | 0                 | 0                 | 0                 | 0                 | 0                 | 0                 | 0                 | 0                 | 0        | 0      | 0           | 0          |
| D. Cicek        | 9                 | 0                 | 0                 | 0                 | 1                 | 0                 | 0                 | 0                 | 10       | 0      | 0           | 0          |
| D. Degner       | 22                | 0                 | 2                 | 1                 | 2                 | 0                 | 1                 | 0                 | 24       | 0      | 3           | 1          |
| T. Deppe        | 26                | 3                 | 3                 | 0                 | 2                 | 0                 | 1                 | 0                 | 28       | 3      | 4           | 0          |
| M. Engelhardt   | 12                | 0                 | 0                 | 0                 | 0                 | 0                 | 0                 | 0                 | 12       | 0      | 0           | 0          |
| M. Hansmann     | 30                | 4                 | 12                | 0                 | 2                 | 0                 | 0                 | 0                 | 32       | 4      | 12          | 0          |
| D. Hintzke      | 31                | 3                 | 7                 | 0                 | 2                 | 0                 | 1                 | 0                 | 33       | 3      | 8           | 0          |
| T. Holm         | 11                | 0                 | 2                 | 0                 | 0                 | 0                 | 0                 | 0                 | 11       | 0      | 2           | 0          |
| A. Kaya         | 12                | 1                 | 0                 | 0                 | 0                 | 0                 | 0                 | 0                 | 12       | 1      | 0           | 0          |
| M. Maletzki     | 28                | 6                 | 2                 | 0                 | 2                 | 0                 | 0                 | 0                 | 30       | 6      | 2           | 0          |
| B. Masur        | 6                 | 0                 | 0                 | 0                 | 0                 | 0                 | 0                 | 0                 | 6        | 0      | 0           | 0          |
| T. Merkens      | 32                | 4                 | 5                 | 0                 | 2                 | 0                 | 0                 | 0                 | 34       | 4      | 5           | 0          |
| A. Meyer        | 12                | 0                 | 0                 | 0                 | 2                 | 0                 | 0                 | 0                 | 14       | 0      | 0           | 0          |
| I. Papadopoulos | 1                 | 0                 | 0                 | 0                 | 0                 | 0                 | 0                 | 0                 | 1        | 0      | 0           | 0          |
| P. Posipal      | 30                | 2                 | 7                 | 1                 | 2                 | 2                 | 0                 | 0                 | 32       | 4      | 7           | 1          |
| D. Rüdiger      | 4                 | 0                 | 0                 | 0                 | 1                 | 0                 | 0                 | 0                 | 5        | 0      | 0           | 0          |
| S. Sané         | 32                | 12                | 3                 | 0                 | 2                 | 0                 | 0                 | 0                 | 34       | 12     | 3           | 0          |
| M. Straten-Wolf | 10                | 0                 | 0                 | 0                 | 0                 | 0                 | 0                 | 0                 | 10       | 0      | 0           | 0          |
| D. Tayar        | 33                | 3                 | 5                 | 0                 | 2                 | 0                 | 0                 | 0                 | 35       | 3      | 5           | 0          |
| M. Vucinovic    | 31                | 16                | 6                 | 0                 | 2                 | 1                 | 0                 | 0                 | 33       | 17     | 6           | 0          |
| T. Wendel       | 29                | 0                 | 5                 | 0                 | 2                 | 0                 | 0                 | 0                 | 31       | 0      | 5           | 0          |